# Eusparassus fulviclypeus
Eusparassus fulviclypeus là một loài nhện trong họ Sparassidae.
Loài này thuộc chi Eusparassus. Eusparassus fulviclypeus được Embrik Strand miêu tả năm 1906.